# 2012年夏季奧林匹克運動會香港免費電視節目
2012年夏季奧林匹克運動會香港免費電視節目是指香港無綫電視及亞洲電視為2012年夏季奧林匹克運動會所聯合製作的電視節目，該等節目主要於香港無綫電視翡翠台及亞洲電本港台播出。

## 倫敦奧運直播
倫敦奧運直播（London 2012 Olympic Games Live）是香港無綫電視及亞洲電視聯合製作的現場直播電視節目，並設英語及粵語麗音廣播。其中第1聲道播出香港電視台節目主持及體育評述員的粵語評述，而第2聲道則以英語播出。
在2012年7月27日至8月12日奧運舉行期間，兩家電視台按以下時段，以「接力形式」輪流播映倫敦奧運直播節目：
- 無綫電視明珠台：7月28日至8月10日16:30至19:30、8月11日至8月12日15:30至19:30、7月28日至8月12日23:00至深夜02:00
- 亞洲電視國際台：7月28日至8月12日20:00至23:00、7月29日至8月12日02:00至05:00、8月13日02:00至03:45
- 明珠台及國際台須於19:30至20:00分別播出《七點半新聞報道》及《晚間新聞》，暫停賽事直播。

在此節目中，無綫電視安排了鍾志光、李思雅擔任主持，並邀請到已移居加拿大多年的電視節目主持人潘宗明、香港浸會大學體育學系主任鍾伯光、籃球評述員翁金驊、田徑教練錢恩培、國際排球球證雷禮義、培正中學體育主任鄭景亮、前香港跳水隊成員俞越、前香港游泳隊員李啟淦、乒乓球前世界冠軍江嘉良等人擔任評述員。

## 奧運賽事精華
在奧運舉行期間，無綫電視翡翠台及亞洲電視本港台會播出《倫敦奧運一齊睇》（London 2012 Olympic Games Highlight），輯錄倫敦奧運的精華片段。
亞洲電視本港台於7月28日至8月13日07:15-07:45播出的《倫敦奧運一齊睇》節目，中午12:00重播；TVB翡翠台則於7月28日至8月12日逢星期一至五19:30至20:00（與高清翡翠台聯播）、星期六23:00至23:30、星期日15:30至16:00以及7月29日至8月13日凌晨00:00至01:00直播，兩台各自製作。
無綫電視翡翠台及高清翡翠台亦於7月28日至8月12日晚上逢星期一至五20:30及22:30、星期六19:30及21:30、星期日19:30及21:00播出由Pizza-Box特約的《倫敦快遞》節目，而亞洲電視本港台則於7月30日至8月12日逢星期一至五20:00至21:00及星期六、日19:30至20:30播出《微播＠倫敦》（亞洲台在7月28日至8月12日21:00至22:00播出）及7月28日至8月12日15:00至16:00播出外購訪談節目《光輝時刻—與冠軍對話》（亞洲台在7月28日至8月12日16:30至17:00、19:00至19:30播出），兩家免費電視台的新聞報道中亦會播映賽事片段。

## 奧運開閉幕禮
無綫電視明珠台及亞洲電視國際台於香港時間2012年7月28日及2012年8月13日清晨03:45至07:00分別現場直播《倫敦奧運開幕禮》及《倫敦奧運閉幕禮》。
在開幕禮及閉幕禮現場直播節目中，兩家電視台將第一次安排主持人在同一直播室播報，而明珠台及國際台亦會聯合廣播。
而在直播開幕禮前，兩家電視台聯合製作節目《倫敦奧運開幕大派對》，在7月28日凌晨02:15至03:45於翡翠台、高清翡翠台、本港台及亞洲台作四頻道聯合直播。

## 節目宣傳及製作
兩家電視台於2012年7月19日舉行了聯合記者招待會宣佈有關事宜，而無綫電視的高級行政人員其後亦到亞洲電視位於大埔工業村的廣播大樓，參觀直播室及舉行會議展開籌備工作。此外，兩家電視台亦分別推出《一齊奧運　人人興奮》及《Olympics for All》的宣傳片，於兩台的中英文頻道播出。
無綫電視製作部綜藝及體育科製作主任李漢源表示，由於免費電視台能籌備2012年倫敦奧運會的時間較以往的短促及緊逼，使租用器材的費用亦較往屆的昂貴。電視台投資超過5000萬港元，組成五支共35人及5組攝影器材的奧運外景隊，分成三組前赴倫敦進行拍攝工作，並於當地的亞洲廣播中心設立基地，同時由亞太廣播聯盟提供器材及訊號，透過13條頻道，將接近3000小時的賽事訊號傳送到香港，再由電視台挑選賽事供觀眾收看。
第一支香港免費電視台的奧運外景攝製隊於7月16日前赴倫敦以進行直播節目的早期籌備工作，當中的無綫電視節目主持人韓毓霞、朱凱婷和陳芷菁亦到倫敦攝政街及倫敦塔橋拍攝當地迎接奧運的氣氛。
倫敦奧運免費電視直播節目主要由香港無綫電視製作，於將軍澳電視廣播城三號及四號錄影廠拍攝，當中三廠主要用作現場賽事評述，四廠則用作拍攝無綫版《倫敦奧運一齊睇》節目。而亞視的《倫敦奧運一齊睇》及《微播＠倫敦》則使用位於大埔工業園的錄影廠。